# 基隆護國城隍廟

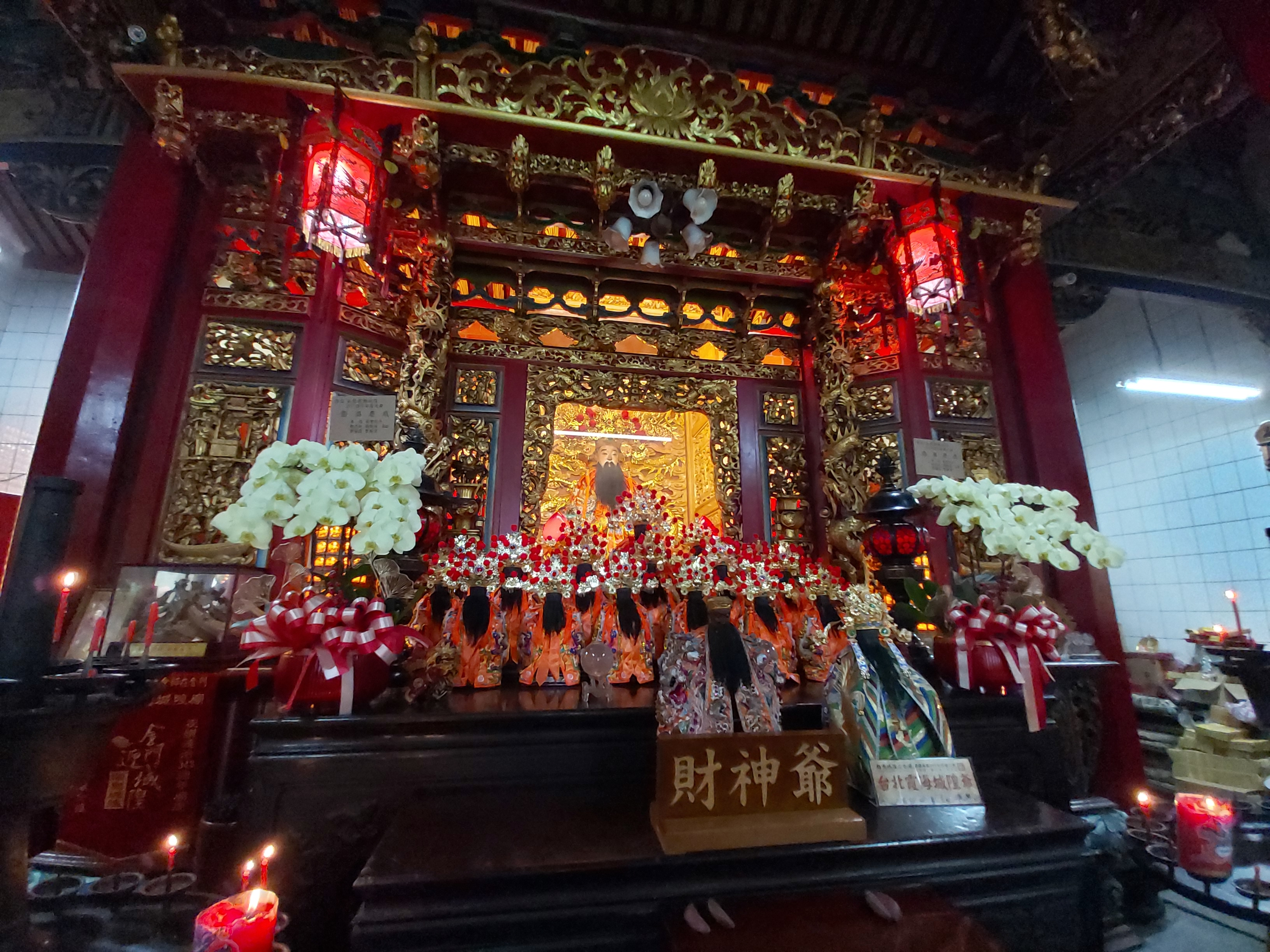
護國城隍神龕

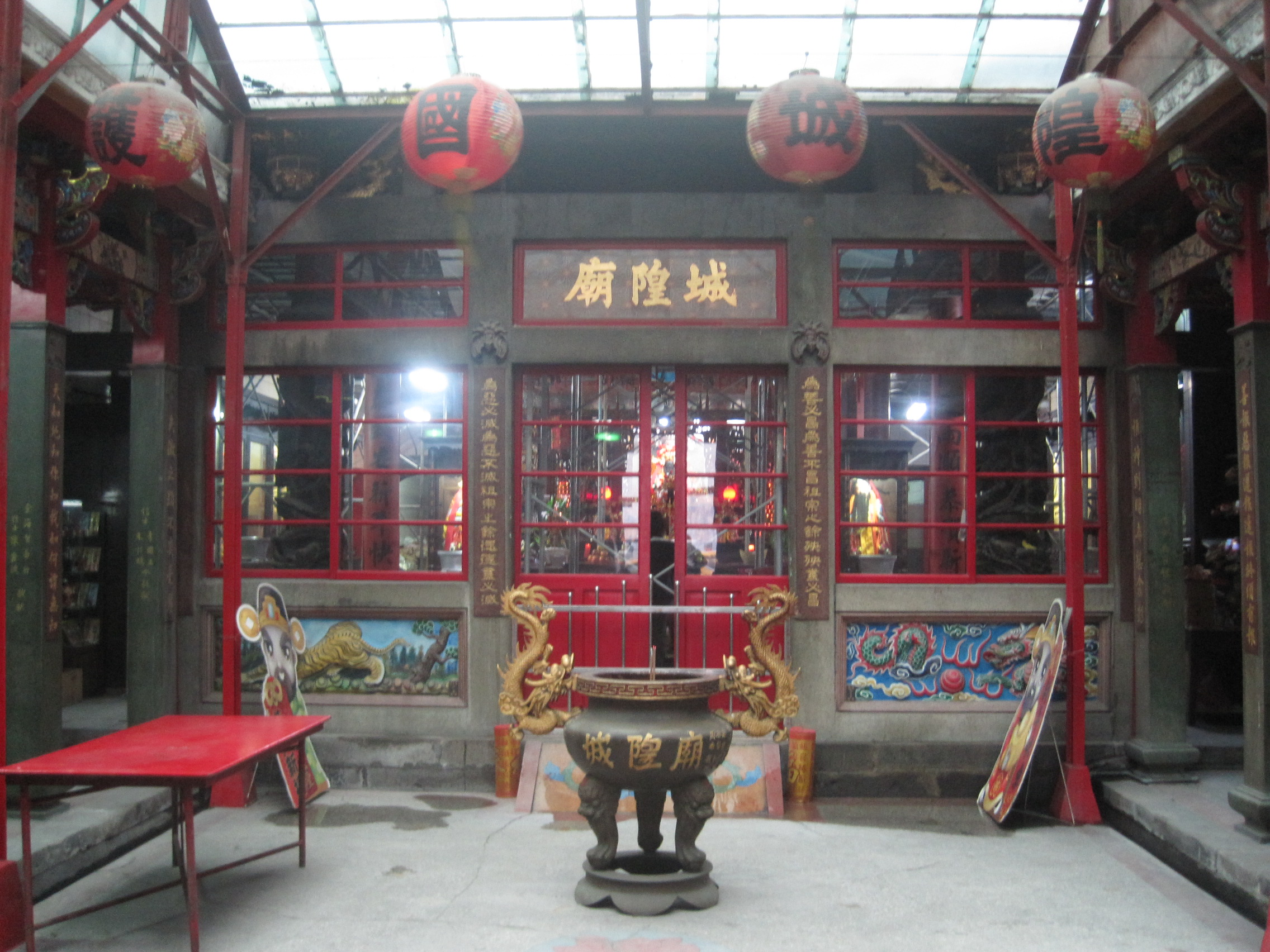
城隍廟內部

基隆護國城隍廟，簡稱基隆城隍廟，為一主奉基隆廳城隍的城隍廟，與奠濟宮、慶安宮合稱為「基隆三大廟」。此外該廟還奉祀西秦王爺、城隍夫人、城隍公子、文武判官、陰陽司、諸司、日夜游巡、范謝將軍、牛馬將軍、枷鎖將軍等。

## 沿革
基隆護國城隍廟的創建年代，舊說是在清德宗光緒十三年（1887年），由舉人江呈輝、秀才張尚廉發起捐地建廟而建。另有說法是嘉慶廿三年（1818年）建廟，光緒十三年（1887年）是張尚廉等人捐地擴建。
第二次世界大戰期間基隆遭到轟炸，當時信徒背著城隍神像逃難，但廟宇幸未被戰禍波及，讓信眾深信是神明靈驗保佑。但廟宇建築仍多少有些毀損，戰後於民國35年（1946年）經黃龜理監製、設計，重新整修正殿、後殿。而後在民國38年（1949年）重建後殿，並安座城隍夫人等城隍眷屬與武英殿的西秦王爺。

## 祭祀

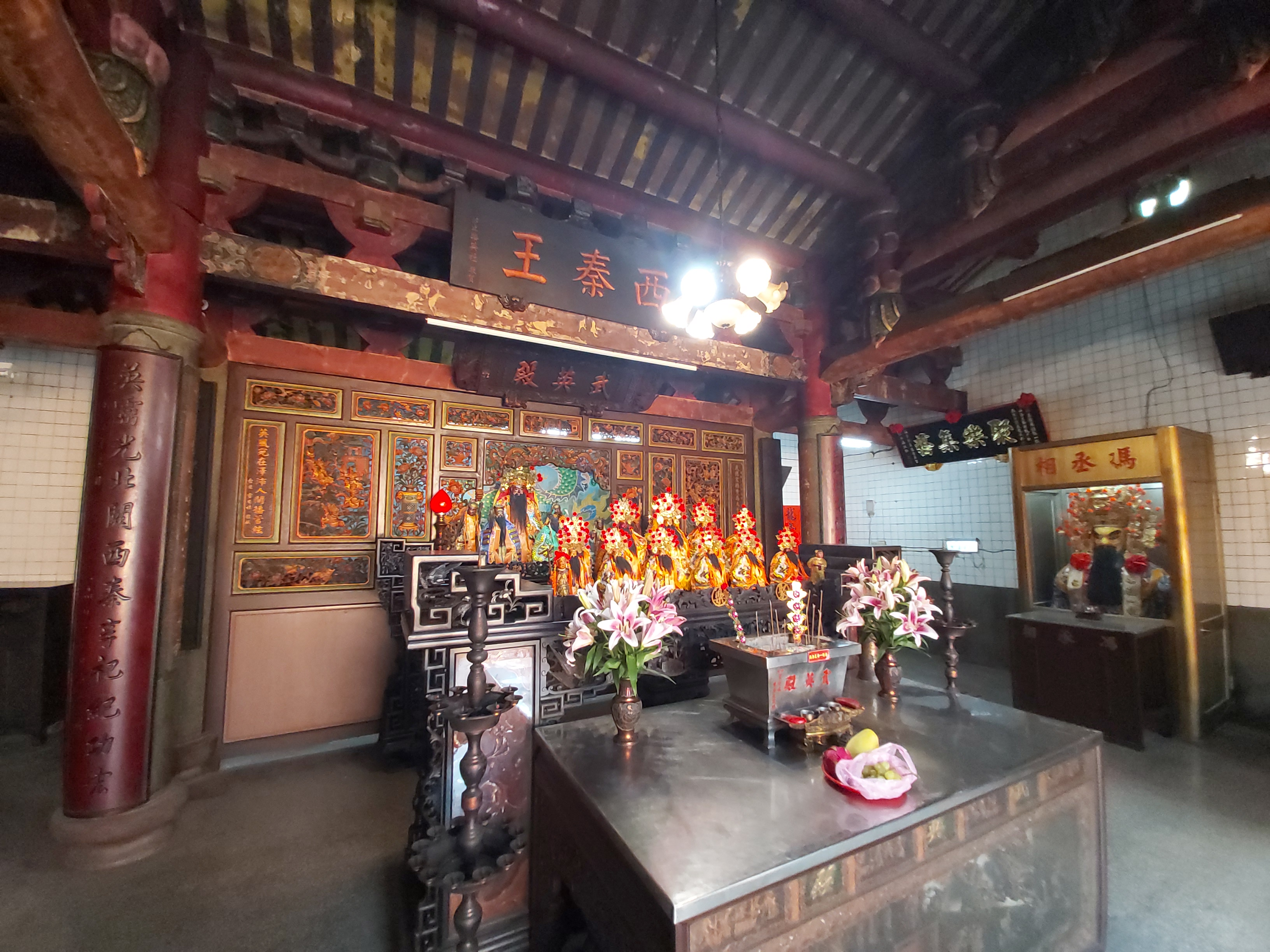
武英殿

城隍廟正殿供奉城隍，兩側奉祀文武判官、八司、六將與七爺八爺，後殿奉祀城隍夫人與城隍公子，而在二樓武英殿則供奉有西秦王爺（配祀馮丞相、李元帥）與基隆聚樂社的先人。相傳該廟奉祀的城隍爺為曾任基隆廳通判的包容，因生前為官清正，積勞成疾卒於任內，死後遂成為城隍，並被稱為「護國城隍」:200。《重修臺灣省通志 卷九·人物志》中稱包容是在光緒十八年（1892年）十一月陞署基隆同知，光緒二十年（1894年）於任內去世:200，但是《重修臺灣省通志》卷八·職官志》中列出的歷任基隆廳的長官（臺北府分防通判、臺北府撫民理番同知）名單中並未有包容的名字:69、102。
該廟所供奉的西秦王爺為北管福祿派的樂神，在雞籠中元祭之中，迎斗燈或放水燈的隊伍都得經過城隍廟祭拜西秦王爺。
戰後城隍廟的祭典曾在民國41年（1952年）改在三月二十三日舉行，到了民國65年（1976年）才恢復原本的八月十六日。

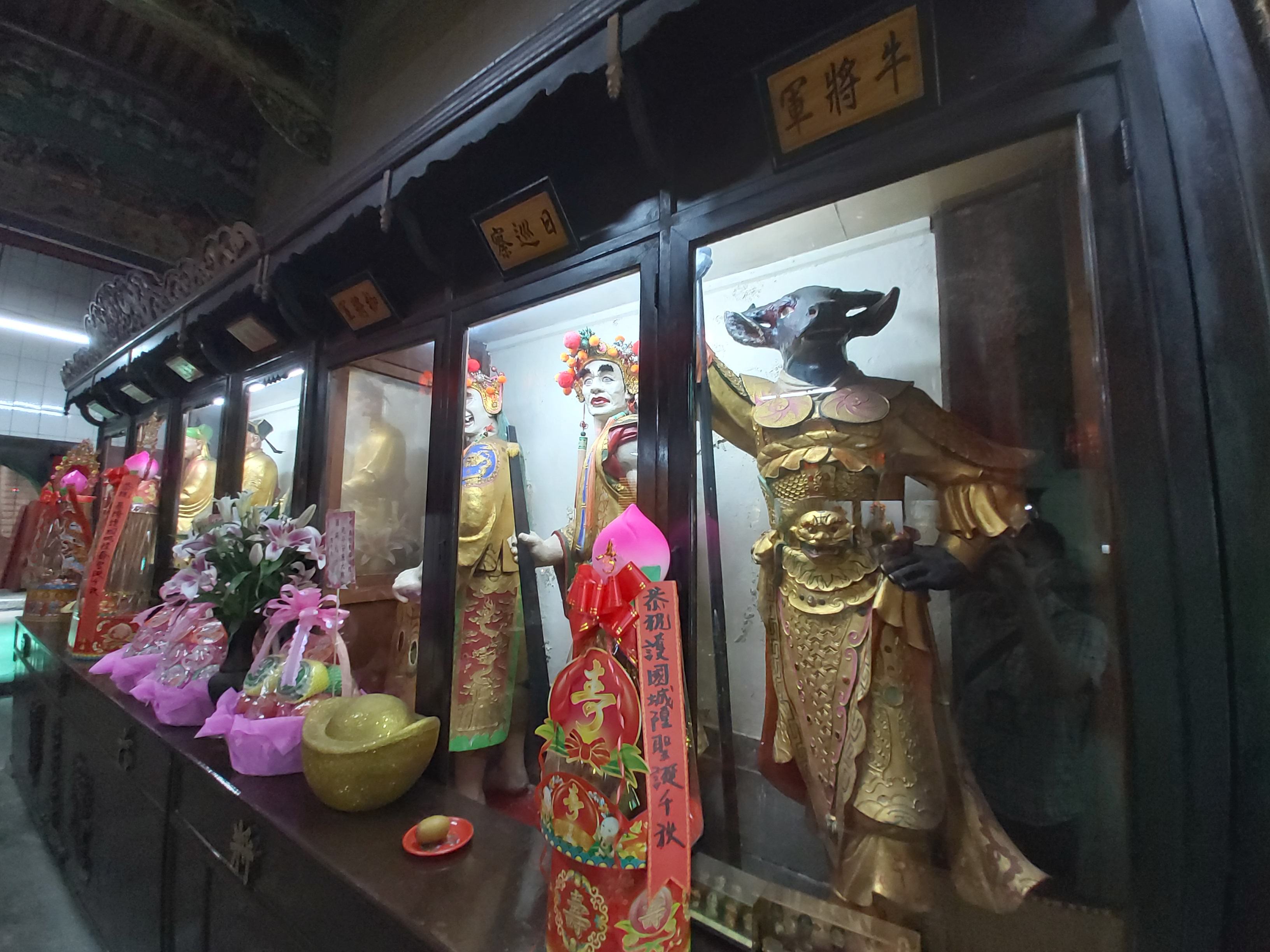
牛將軍、日巡察、枷將軍
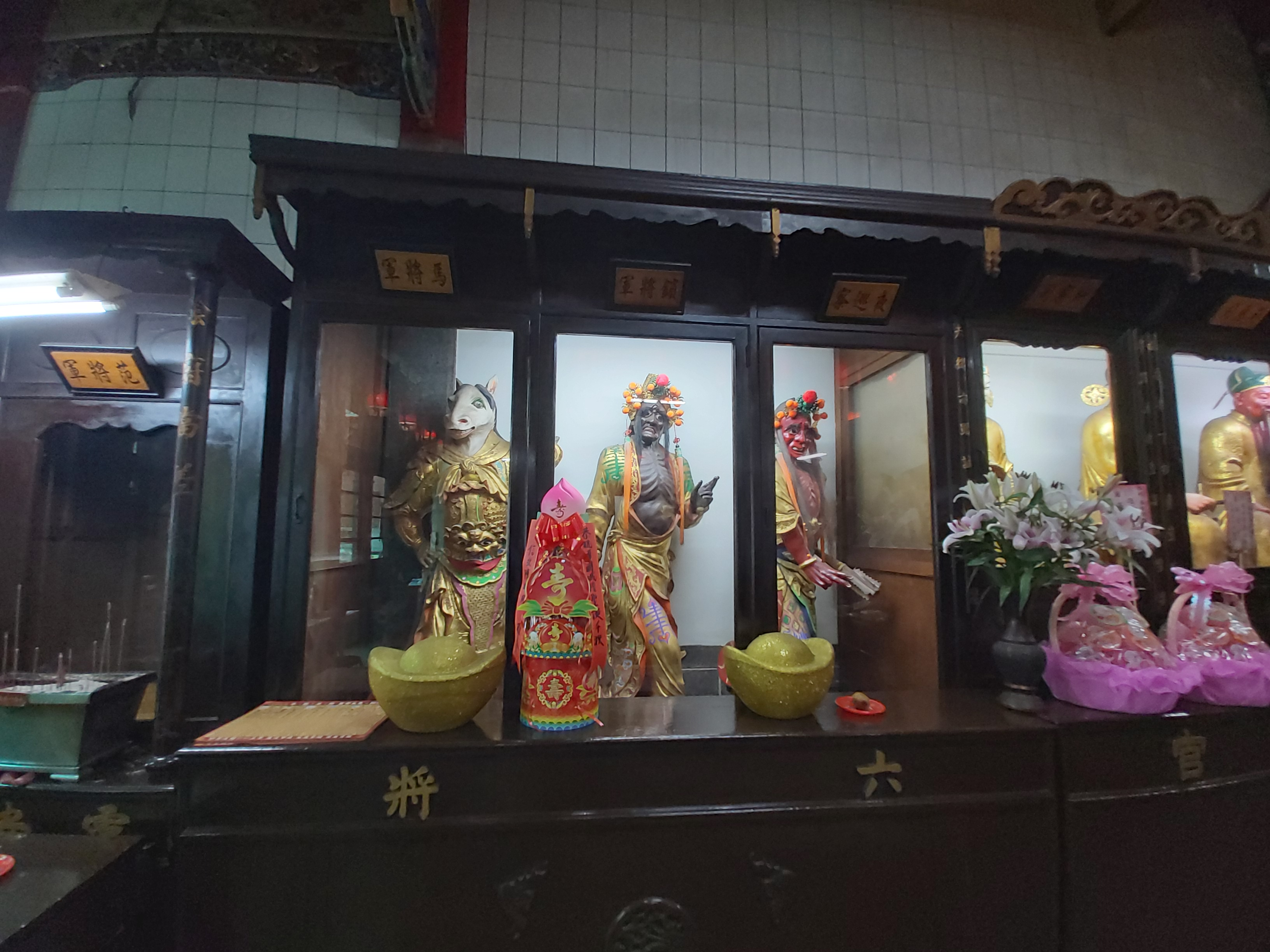
馬將軍、鎖將軍、夜巡察
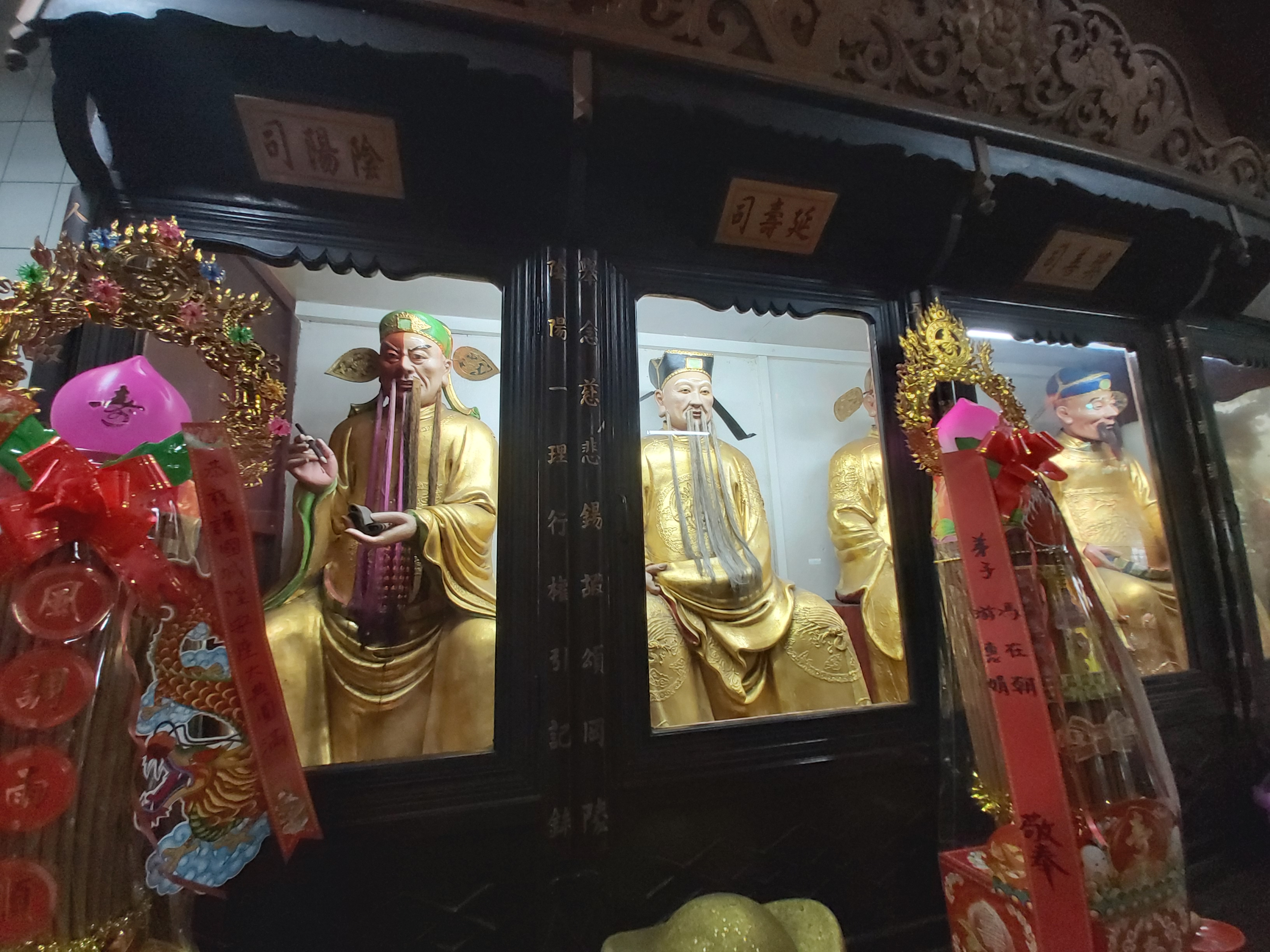
陰陽司、延壽司、獎善司、速報司
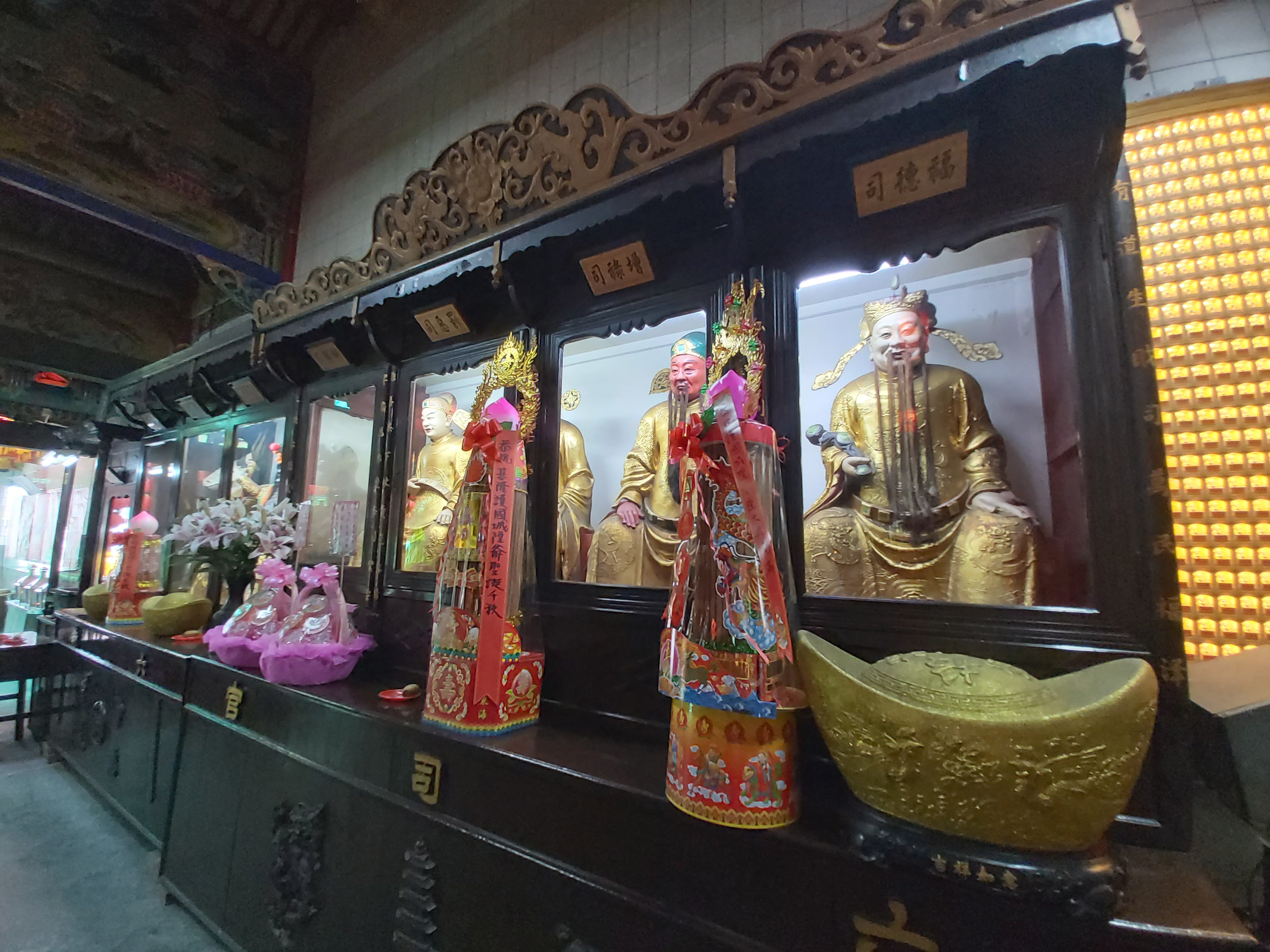
福德司、增祿司、罰惡司、糾察司
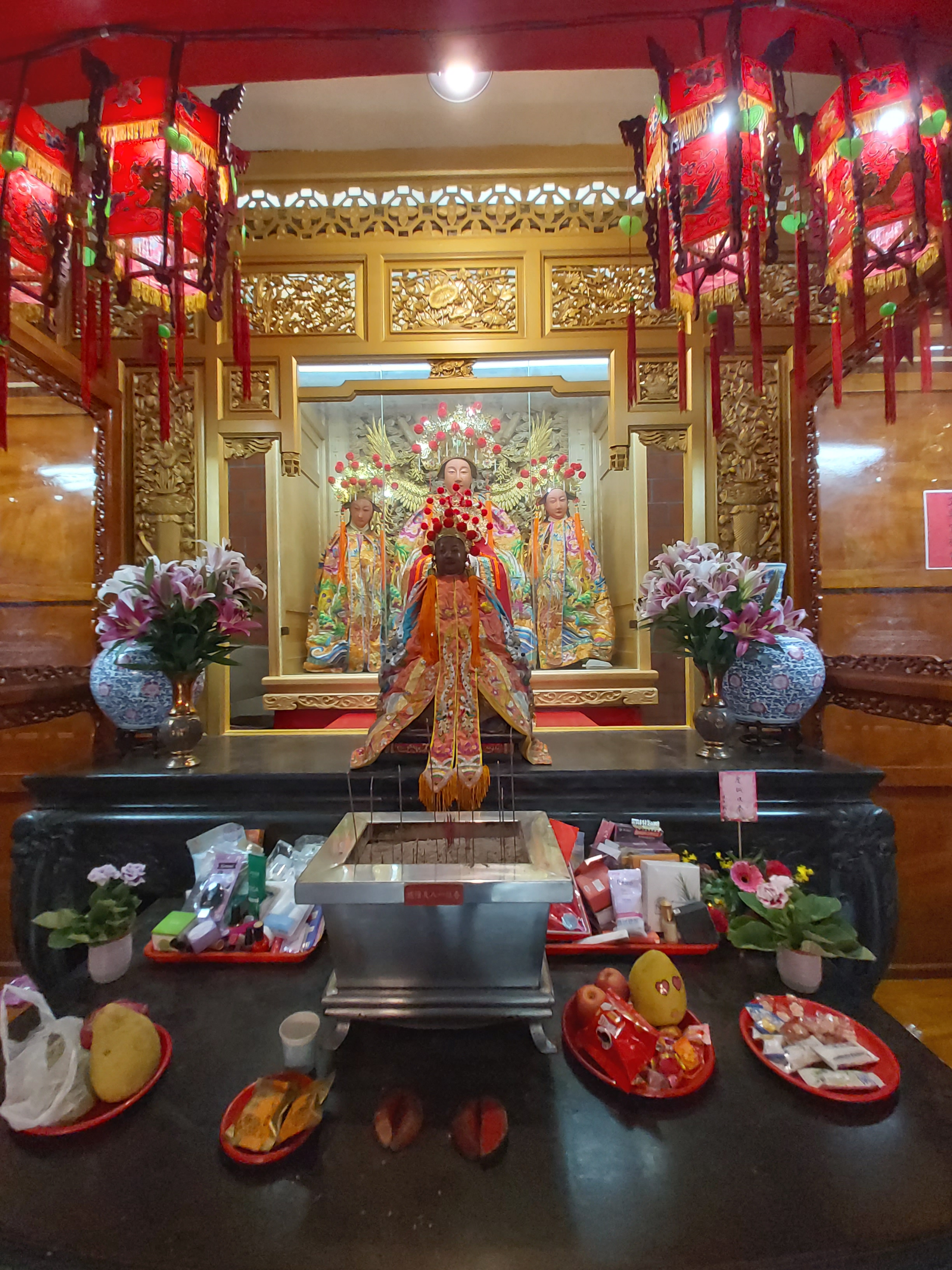
城隍夫人、公子
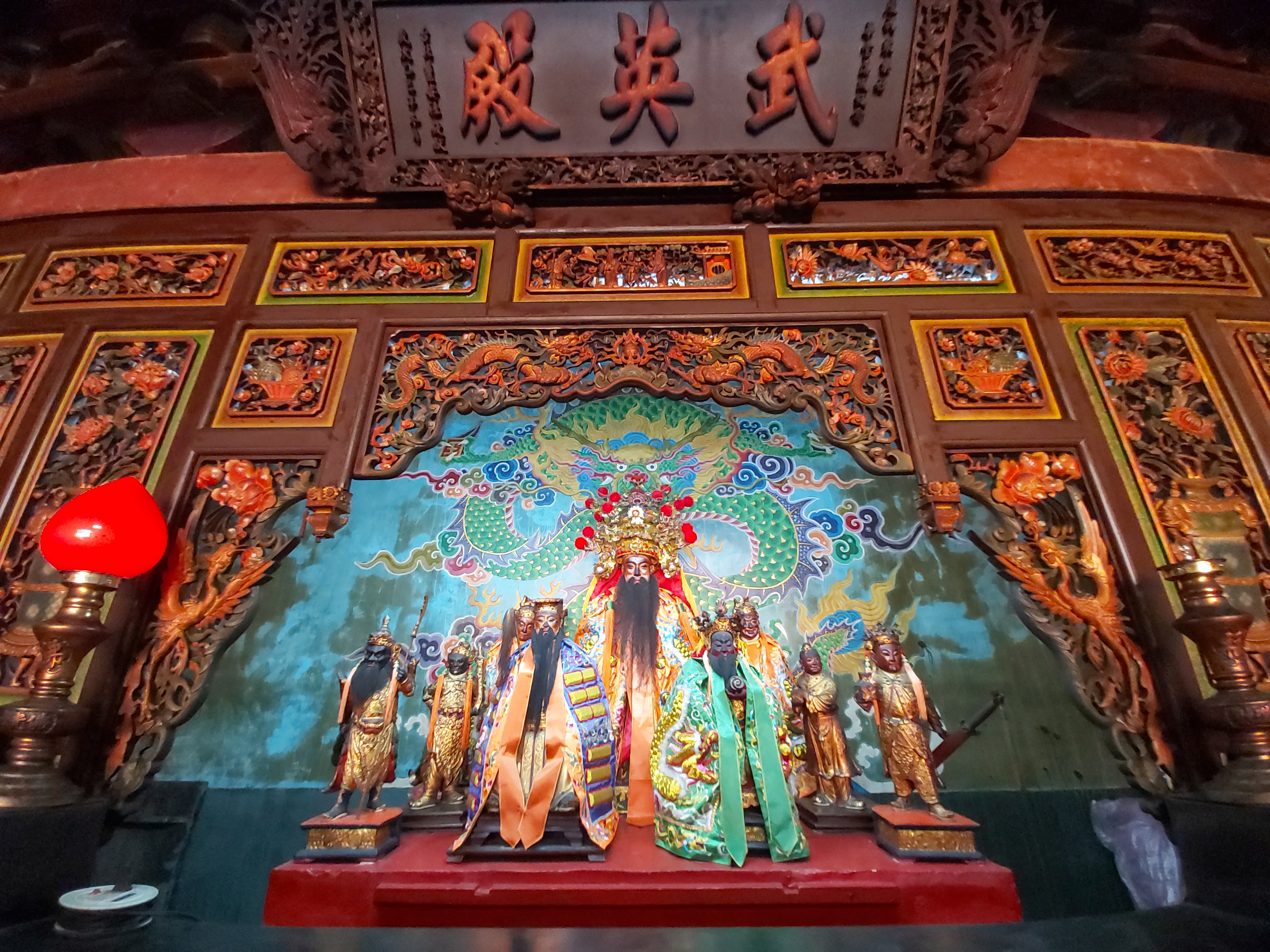
西秦王爺
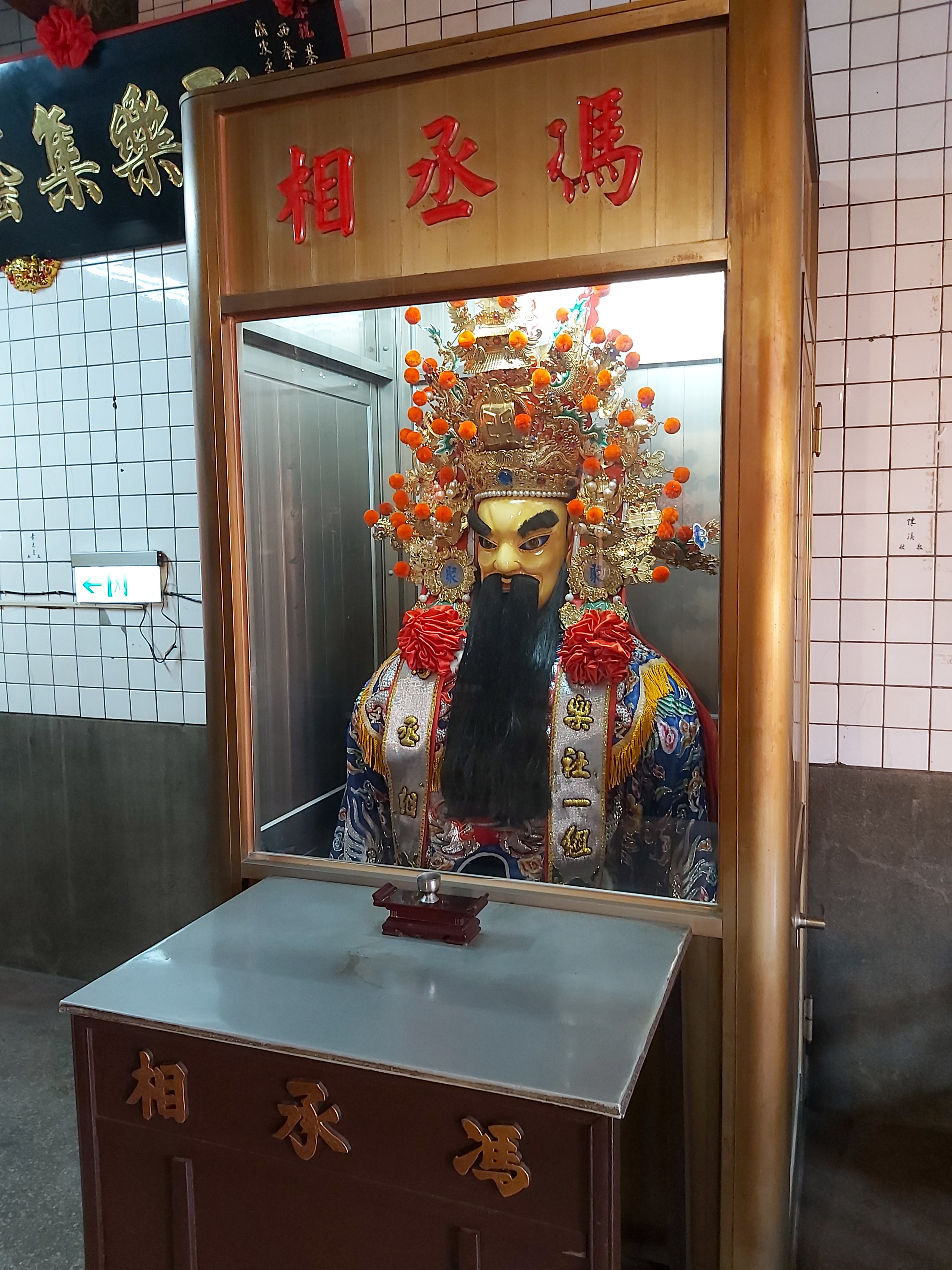
馮丞相
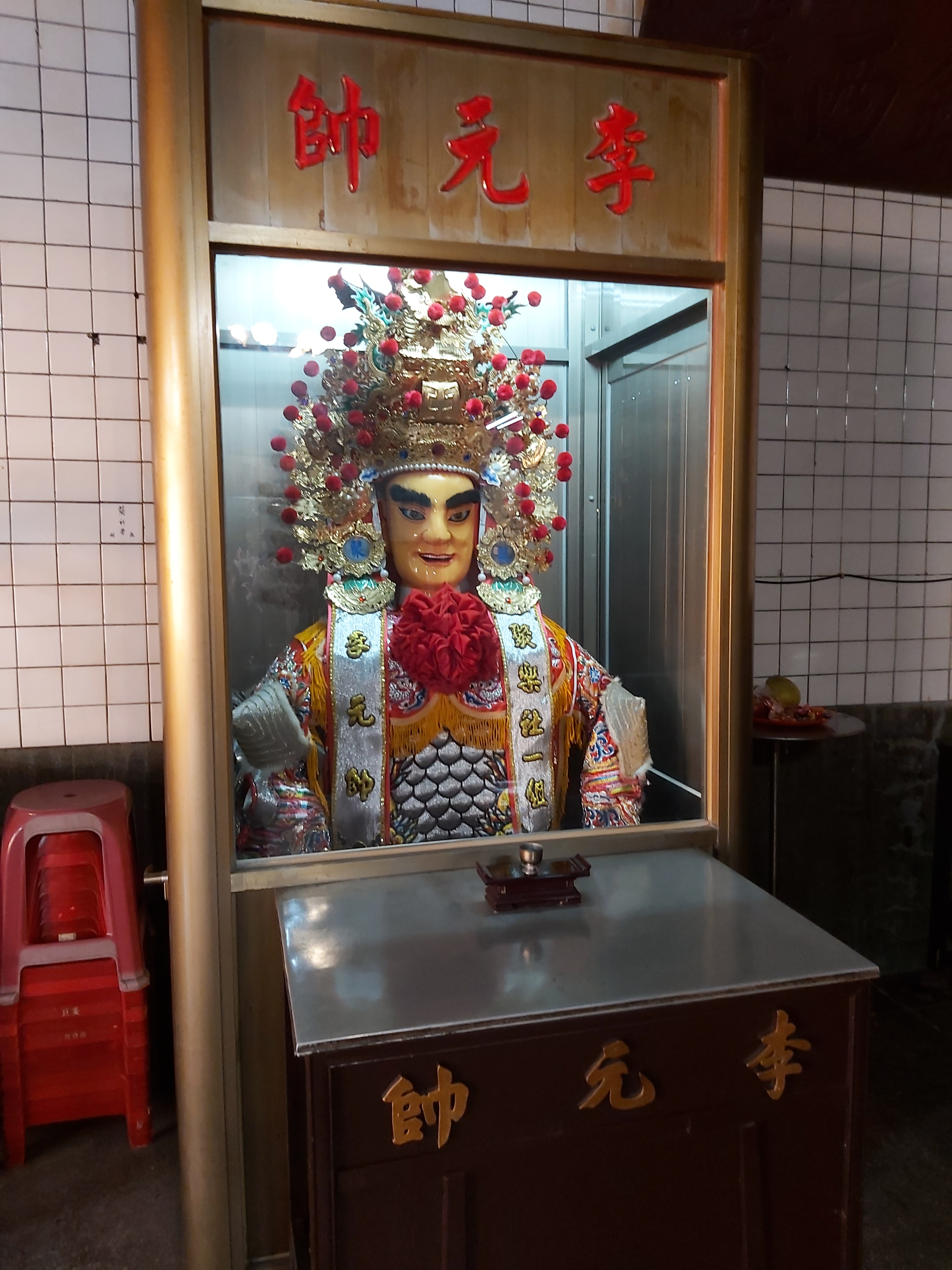
李元帥
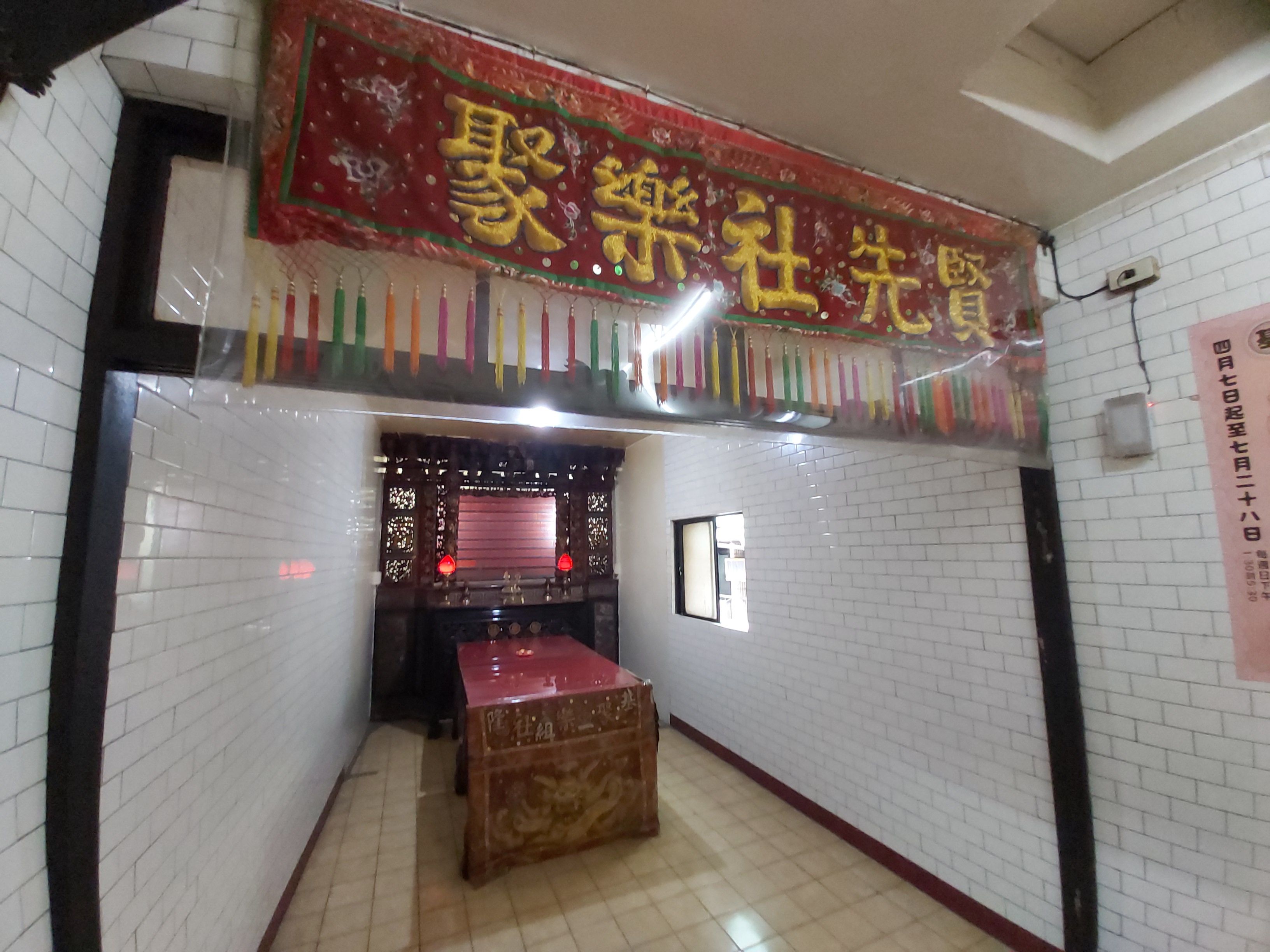
聚樂社先賢

## 建築佈局
基隆護國城隍廟由前到後依序是山川殿（三川殿）、正殿、後殿，而後殿為兩層樓建築。

## 外部連結
- 基隆護國城隍廟的Facebook專頁